# Juzgado de paz (España)
Los juzgados de paz, en España, son órganos judiciales unipersonales con jurisdicción en un municipio en el que no existe un juzgado de primera instancia e instrucción. Generalmente, sus labores son llevadas a cabo por jueces legos (no profesionales), llamados jueces de paz, que tienen la función de resolver cuestiones de menor relevancia. Los juzgados de paz prestan al ciudadano el servicio más sencillo dentro de la compleja administración de justicia.
La figura y competencias de los jueces y juzgados de paz están regulados por la Ley Orgánica 6/1985, de 1 de julio, del Poder Judicial.

## Características y nombramiento
Ley Orgánica 6/1985, de 1 de julio, del Poder Judicial:

Artículo 99.  

1. En cada municipio donde no exista Juzgado de Primera Instancia e Instrucción, y con jurisdicción en el término correspondiente, habrá un Juzgado de Paz
2. Podrá existir una sola Oficina judicial para varios juzgados.

Artículo 101.
1.Los Jueces de Paz y sus sustitutos serán nombrados para un periodo de cuatro años por la sala de Gobierno del Tribunal Superior de Justicia correspondiente. El nombramiento recaerá en las personas elegidas por el respectivo Ayuntamiento. 5. Los jueces de paz prestarán juramento ante el juez de primera instancia e instrucción y tomarán posesión ante quien se hallara ejerciendo la jurisdicción.
Artículo 102.
1. Podrán ser nombrados jueces de paz, tanto titular como sustituto, quienes, aún no siendo licenciados en derecho, reúnan los requisitos establecidos en esta Ley para el ingreso en la carrera judicial, y no estén incursos en ninguna de las causas de incapacidad o de incompatibilidad previstas para el desempeño de las funciones judiciales, a excepción del ejercicio de actividades profesionales o mercantiles.
2. Los Jueces de Paz y los sustitutos, en su caso, cesarán por el transcurso de su mandato y por las mismas causas que los jueces de carrera en cuanto les sean de aplicación.

Los jueces de paz son compensados por su actividad en los términos que establece la Ley de Presupuestos Generales del Estado. Esta compensación que varía según el número de habitantes del municipio es compatible con las percepciones que ingresen provenientes de otras actividades profesionales compatibles con el ejercicio del cargo.
Mientras dura su cargo, los jueces de paz integran el Poder Judicial, gozando para ello de inamovilidad temporal.

## Competencias
La Ley Orgánica 6/1985, de 1 de julio, regula las competencias de los jueces de paz.
Artículo 100.
1. Los Juzgados de Paz conocerán, en el orden civil, de la sustanciación en primera instancia, fallo y ejecución de los procesos que la ley determine y cumplirán también las demás funciones que la ley les atribuya.
2. En el orden penal, conocerán en primera instancia de los procesos por faltas que les atribuya la ley. Podrán intervenir, igualmente, en actuaciones penales de prevención, o por delegación, y en aquellas otras que señalen las leyes.(hasta la publicación de la Ley Orgánica 1/2015 que modifica el Código Penal, por la que se eliminan las faltas penales, y por tanto, estos juzgados pierden dicha función véase art.13 )

## Tipos de secretarías
La Ley Orgánica del Poder Judicial prevé que pueda haber una única secretaría para varios juzgados de paz. De esta manera, encontramos distintos tipos de juzgados de paz, unos que están abiertos de lunes a viernes; otros, que solamente están abiertos durante unos días en concreto de la semana al estar integrados en las llamadas «agrupaciones de secretarías de juzgados de paz». 
Esto se debe a que existen municipios de menos de 7000 habitantes, que hasta hace pocos años, carecían de personal profesional específico de justicia que pudiera atender el juzgado de paz adecuadamente. Por ello se crearon las agrupaciones de secretarías en las que un mismo secretario atiende a varios juzgados de paz. Como es lógico, esta persona, junto con otros profesionales de la Justicia, están obligados a desplazarse cada día de la semana a un municipio distinto. 
En aquellas poblaciones con población inferior a 7000 habitantes, o cuyos juzgados de paz para formar una agrupación de secretarías, es personal del propio Ayuntamiento quien atiende las funciones del juzgado de paz.

## Legislación aplicable
- Ley Orgánica del Poder Judicial arts. 99 a 103.
- Reglamento Orgánico de Jueces de Paz reglamento 3/1995 de 7 de junio.
- Ley de Enjuiciamiento Civil art. 47 y art. 250.
- Ley de Enjuiciamiento Criminal art. 14 LECrim.
- BOE de 17 de junio de 2008, sobre funcionamiento y organización de los Registros Civiles de los Juzgados de Paz y su informatización.
- Ley Orgánica 10/1995, de 23 de noviembre, del Código Penal art. 13.